# Vincenzo Fimratura
Vincenzo Fimratura (falecido a 3 de março de 1648) foi um padre católico romano que serviu como prelado de Santa Lucia del Mela (1628-1648).

## Biografia
No dia 24 de março de 1628, Vincenzo Fimratura foi nomeado pelo Papa Urbano VIII como Prelado de Santa Lucia del Mela. Serviu como Prelado de Santa Lucia del Mela até à sua morte a 3 de março de 1648.